# Ecclesia in Asia
Das „Nachsynodale Apostolische Schreiben“ Ecclesia in Asia von Papst Johannes Paul II. wurde in Neu-Delhi, Indien, am 6. November des Jahres 1999, veröffentlicht und behandelt die Evangelisierung in Asien. Die einzelnen Kapitel befassen sich mit folgenden Themenbereichen:

## Einleitung
Hier wird zunächst über die Vorbereitung und Durchführung der asiatischen Bischofssynode berichtet. Es wird zum Ausdruck gebracht, dass die Ergebnisse dieser Sonderveranstaltung für den gesamten asiatischen Erdteil von großer Bedeutung seien.

## Kapitel I: Der asiatische Kontext
Die kulturelle und christliche Situation wird in diesem Kapitel beschrieben, es wird darauf hingewiesen, dass es Asien sei, in dem der Geburtsort Christi und der Kirche liege. Es folgt eine Darstellung der wirtschaftlichen und sozialen Realitäten und der politischen Situation in Asien. Abschließend wird die Vergangenheit und Gegenwart der Kirche in Asien beschrieben.

## Kapitel II: Jesus, der Erlöser: Ein Geschenk für Asien
Die Sendung des Gottessohnes stelle ein Geschenk des Glaubens dar, denn Jesus Christus sei die Wahrheit vom Menschen, heißt es in diesem Kapitel.

## Kapitel III: Der Heilige Geist: Herr und Spender des Lebens
Dieses Kapitel widmet sich dem Heiligen Geist Gottes in der Schöpfung- und Heilsgeschichte, er sei die Inkarnation des Wortes und würde die Kirche in Asien mit seinem Geist und der heilenden Kraft stärken.

## Kapitel IV: Jesus, der Retter: Das Geschenk verkündigen
Hierin beschreibt der Papst die Herausforderung der Inkulturation, wobei die Verkündigung ganz eindeutigen Vorrang habe. Es müsse verkündet werden, dass Jesus der Retter sei und dass das Geschenk des Glauben in Asien verkündet werden müsse. Das christliche Leben sei der Schlüssel der Inkulturation.

## Kapitel V: Gemeinschaft und Dialog für die Mission
Gemeinschaft und Mission müsse Hand in Hand gehen, bringt er in diesem Kapitel zum Ausdruck. Dabei sei es eben wichtig, dass die Gemeinschaft innerhalb der Kirche und die Solidarität der Kirchen eine Hoffnung für das geteilte Land sei. Dialog und Dialogbereitschaft sei der Schlüssel zu den katholischen Ostkirchen und dem Zugang zu den ökumenischen und interreligiösen Gruppen.

## Kapitel VI: Der Entfaltung des Menschen dienen
Die Kernaussage dieses Kapitels kann zusammengefasst heißen: Der Mensch steht im Mittelpunkt und das bindende Glied ist die Soziallehre der Kirche. Weiterhin müsse die Würde des Menschen beachtet werden und die vorrangige Liebe für die Armen im Vordergrund stehen. Es werden einige Probleme angeschnitten, dieses seien das Gesundheitswesen, die Erziehung und Ausbildung, die Globalisierung und Auslandsverschuldungen, schließlich die Umweltbedingungen und der Aufbau des Friedens.

## Kapitel VII: Zeugen des Evangeliums
Es werden nun die Träger der Verbreitung des Evangeliums genannt, zur Verkündung und als Zeugen des Glaubens werden aufgerufen: Die Laien, die Familien, die Jugend, denn sie seien es, die das christliche Leben vorleben würden.

## Schluss
Es folgt ein Dank und eine Ermutigung, die mit einem Gebet an die Mutter Jesu abschließt.